# Springbok Legion
 (novembre 2016).
La Springbok Legion (Légion Springbok) était une organisation sud-africaine fondée en 1941 pour défendre les droits des soldats durant la Seconde Guerre mondiale et durant la période d'après-guerre.
Créée pour soutenir les conditions matérielles des quelque 200 000 hommes blancs sud-africains engagés volontaires dans les forces de défense de l'Union de l'Afrique du Sud, l'organisation s'est ensuite radicalisée à gauche progressivement sous l'influence de membres du Parti communiste d'Afrique du Sud (SACP) entrainant en son sein des clivages internes insurmontables puis son déclin. Organisation multiraciale, elle est restée très majoritairement blanche. À son éclatement en 1951-1952, ses membres se sont dispersés au sein de divers mouvements anti-apartheid.

## Historique
À la suite du déclenchement de la guerre, le nom du Springbok, une antilope d'Afrique du Sud, érigée en emblème du pays, était utilisé pour décrire le programme d'intégration des soldats volontaires blancs des Forces armées sud-africaines afin de les sensibiliser à différentes thématiques relatives au communisme, au socialisme, au syndicalisme, aux Autochtones, aux Indiens et aux Métis. L'objectif était de développer chez les recrues un esprit plus libéral et tolérant sur les questions raciales alors que le pays était en guerre sur deux continents dont celui de l'Afrique. Il participe incidemment à l'introduction d'une pensée progressiste sur les questions raciales chez les soldats sud-africains blancs.
En décembre 1941, la Légion Springbok (SL) est formée par des membres du 9e bataillon de reconnaissance du Corps des réservistes d'Afrique du Sud, par le Comité de loisir des Soldats formé par des membres de la Première Brigade sud-africaine à Addis-Abeba, et par l'Union des soldats formés par la même brigade en Égypte. Le Manifeste des soldats qu'elle publie énonce un certain nombre de revendications économiques, politiques (lutte contre le fascisme et le racisme), exhorte à l'unité et à la coopération entre les différents groupes raciaux au sein de l'armée et se déclare favorable à l'intégration raciale. Des branches sont établies à Johannesburg, au Cap et à Durban. L'adhésion est ouverte à toutes les races et aux femmes. Peter Kaya Selepe, un membre du Congrès national africain (ANC), est ainsi l'un de ses 98 membres noirs comptabilisés en 1944 sur 60 000 adhérents. Bien que la SL soit une organisation non raciale, sa direction est exclusivement composée d'hommes blancs.
Lors de la première conférence nationale de la SL en 1942, des membres du parti communiste sud-africain sont élus aux postes de direction. Ainsi, Jock Isacowitz est élu président national et Jack Hodgson devient le secrétaire national. D'autres membres du SACP, notamment après l'invasion de l'Union soviétique par l'Allemagne, rejoignent l'organisation comme Ruth First, Solly Sachs ou encore Joe Slovo ce qui commence à soulever de l'inquiétude chez les autres membres de l'organisation. D'autres futurs membres du congrès national africain y adhèrent comme Lionel Bernstein, Wolfie Kodesh, Jack Hodgson et Fred Carneson ou encore Harry Schwarz, futur député (1974-1991), membre fondateur du parti démocratique et ambassadeur d'Afrique du Sud aux États-Unis. Le SACP voit dans la SL un vecteur de mobilisation de la classe ouvrière blanche et de la réorganisation de la culture politique de la communauté blanche.
Vers la fin de la guerre, les membres radicaux de la SL commencent à critiquer la politique raciale et sociale de l'Afrique du Sud et en appellent à la justice sociale et à la création d'une société égalitaire, effrayant au passage un certain nombre d'adhérents blancs qui commencent à quitter la SL.
En 1946, la SL est une organisation en déclin ne comptant plus que 100 légionnaires en activité et dont les raisons d'être initiales (soutenir et améliorer les conditions matérielles des soldats, préparer leur retour à la vie civile dans de bonnes conditions) ont cessé d’exister un an plus tard. L'idée d'un système unifié autour d'une classe ouvrière non raciale constitue par ailleurs un repoussoir pour la plupart des ex-militaires blancs contribuant à leur complète démobilisation de l'organisation.
Après la victoire du parti national (NP) lors des élections de 1948 et le début de la mise en œuvre de la politique d'apartheid, la SL se retrouve dans le viseur du gouvernement d'autant plus que plusieurs élus ou anciens élus communistes figurent parmi ses membres. La SL mène une campagne vigoureuse contre les nouvelles lois et réglementations d'apartheid mais ses positions de plus en plus radicales la privent de militants.
Les désaccords au sein de la SL aboutissent en 1951 à la formation d'une autre formation, la Torch commando, qui se rallie derrière le Parti uni (UP) lors des élections de 1953. La réélection du gouvernement en place démobilise de nombreux membres de SL dont certains, par hostilité ou crainte du communisme, rejoignent finalement les rangs du parti au pouvoir. Contrairement à la SL, les dirigeants du Torch commando refusent pour leur part de coopérer avec le SACP.
Les derniers membres de la SL finissent par rejoindre d'autres mouvements en lutte contre l'apartheid en Afrique du Sud comme le Congrès des Démocrates ou partent à l'étranger.